# Шимойо, Франсишку
Франсишку Шимойо (порт. Francisco Chimoio; род. 6 декабря 1947, Софала, Мозамбик) — мозамбикский прелат, капуцин. Епископ Пембы с 5 декабря 2000 по 22 февраля 2003. Архиепископ Мапуту с 22 февраля 2003 по 5 мая 2023.